# رایپل
ریپل (انگلیسی: Ripple) شرکت نرم‌افزار آمریکایی است، که در سال ۲۰۱۲ توسط جد مک‌کالب تأسیس شد.